# Boualem Sansal
Boualem Sansal, (arabiska: بوعلام صنصال), född 1949, är en algerisk-fransk författare. Han har varit funktionär i det algeriska industridepartementet. Sansal debuterade som författare 1999 med Le Serment des barbares. Både i denna bok och i L'Enfant fou de l'arbre creux (2000) ger Sansal en skarp och levande skildring av livet i dagens Algeriet, med terrorn och det inbördeskrigslika tillståndet som bakgrund. Romanen Dis-moi le Paradis kom 2003 och Rue Daiwin kom 2011, tilldelades Tyska bokhandelns fredspris 2011. Romanen 2084 Le fin du monde, 2015, tilldelades Franska akademins stora pris till årets bästa roman. 2021, Lettre d’amitié, de respect et de mise en garde aux peuples et aux nations de la terre